# Adam J. Bernard
Adam J. Bernard (Slough, 18 novembre 1988) è un attore e cantante inglese.
È noto soprattutto come interprete di musical e ha recitato in produzioni teatrali di Thriller! Live nel tour europeo nel 2011, nel West End di Londra nel 2012 e nel tour brasiliano nel 2013. Ha recitato anche nel tour asiatico di Hairspray e nella prima produzione londinese di Dreamgirls con Amber Riley, per cui vince il Laurence Olivier Award al miglior attore non protagonista in un musical.
Nel 2015 è lo stuntman di John Boyega nel film Star Wars - Il risveglio della Forza.

## Filmografia

### Cinema
- Star Wars - Il risveglio della Forza, regia di J. J. Abrams (2015)

### Televisione
- Legends - serie TV, 1 episodio (2015)
- Holby City - serie TV, 1 episodio (2015)